# Jens Ganman
Jens Johan Ganman, född 16 april 1971 i Karlstad, är en svensk artist,  författare och frilansskribent.

## Biografi
Jens Ganman växte upp i Östersund. Han arbetade under större delen av 1990-talet som frilansreporter åt bland annat SVT och Sveriges Radio primärt som TV-kritiker i program som Vox och Signal.
Han har tidigare varit krönikör i tidningen Östersunds-Posten, och programledare i P4 Jämtland, samt spelat gitarr och sjungit i americana-gruppen Eastwick.

## Diskografi
- Ditt hjärta var mitt hem (2001) (EP/singel)
- Låt radion stå på (2002) (singel
- Hon är ditt öde (2003) (singel)
- Inget utan dig (2004) (singel)
- Blod & Död (2004) (singel)
- Precis som du (2005) (singel)
- What's the catch? (2008) (singel)
- A Moment From Now (2010) (med Eastwick)
- Let's Get Out While We Can (2011) (med Happy Acres)
- Beyond Reason (2013) (med Eastwick)
- Jag skäms (2014) (singel)
- Det var inte så här det skulle bli (2015) (singel)
- Gör det rätt (2015) (singel)
- Dreams (2021) (album)

## Filmografi
- Så att det blir rätt! (2018) animerad kortfilm med Magnus Carlsson [7]

## Scenproduktioner
- Svart som synden (2008) på Folkets Hus i Östersund (libretto)
- Parasiten (2011) (Radioteater i samarbete med Estrad Norr/Sveriges Radio)
- Tusen mil emellan (2011)